# Grind (videogiochi)
Grind (molatura) è un termine utilizzato nell'ambito dei videogiochi, in particolare nei MMORPG e nei J-RPG, per indicare l'esecuzione ripetitiva, da parte del giocatore, di quest primarie o secondarie con l'unico scopo di far crescere il personaggio, aumentarne il livello o sbloccare nuovi contenuti più velocemente, per non essere portati a spendere soldi veri, spesso anche a scapito del divertimento. In genere questo è tradotto nell'uccisione di mostri controllati dall'IA fino ad ottenere l'avanzamento di livello tramite punti esperienza, o l'acquisizione di consumabili, che sono poi spesi nell'incremento di abilità.
Questo stile di gioco è tipico dei giochi free to play online, dove è necessario affrontare un numero elevato di nemici (generalmente mostri) allo scopo di aumentare il proprio livello o acquisire risorse da quelli caduti, in questo secondo caso viene spesso usato il termine farming (dall'inglese farm, fattoria) per indicare l'azione ripetitiva e sistematica di raccolta delle risorse, come avviene nel lavoro dei campi.